# Josh Green
Joshua Booth Green (* 11. února 1957 Kingston, New York) je americký politik, lékař a člen Demokratické strany, od prosince 2022 guvernér Havaje.
Vyrůstal v Pittsburghu. Od roku 2000 působil na Havaji jako doktor. V letech 2004 až 2008 byl členem havajské Sněmovny reprezentantů. V roce 2008 se poté stal členem Senátu státu Havaj, ve funkci působil do roku 2018. V prosinci 2018 se stal viceguvernérem Havaje, když ve funkci sloužil po boku guvernéra Davida Igeho. Ve volbách v roce 2022 poté na funkci guvernéra sám kandidoval, přičemž se ziskem 63 % hlasů porazil svého kandidáta z Republikánské strany Duka Aionu. V roce 2022 získal doktorský titul.
Od roku 2006 je ženatý, má dvě děti.